# Rouez

Rouez-en-Champagne este o comună în departamentul Sarthe, Franța. În 2009 avea o populație de 785 de locuitori.